# Rise (seriál)
Rise je americký dramatický televizní seriál od tvůrců Jasona Katimse a Jeffreyho Sellera. Seriál je inspirovaný románem Drama High od Michaela Sokolovea. Pilotní díl objednala stanice NBC dne 4. května 2017. První řada bude mít deset dílů. Premiérový díl se vysílal dne 13. března 2018. Dne 11. května 2018 stanice seriál zrušila po první odvysílané řadě.

## Obsazení

### Hlavní role
- Josh Radnor jako Lou Mazzuchelli[1], učitel anglické literatury, který přebere dramatický kroužek na střední škole Stanton
- Rosie Perez jako Tracey, bývalá vedoucí dramatického kroužku, která se stane asistentkou Loue a často mu pomáhá
- Joe Tippett jako trenér Doug Strickland[4], fotbalový trenér, který si stojí za tím, že sport je lepší než umění
- Marley Shelton jako Gail[5], Louova žena, která podporuje jeho plány na převzetí dramatického kroužku
- Auli'i Cravalho jako Lilette Suarez[6], studentka střední školy a členka dramatického kroužku, která získá hlavní roli Wendly
- Damon J. Gillespie jako Robbie Thorne[1], začínající quarterback fotbalového týmu, který je obsazen do hlavní role Melchiora, často navštěvuje svojí matku v nemocnici
- Shirley Rumierk jako Vanessa Suarez[4], Lilette matka, která má aférku s fotbalovým trenérem Dougem
- Ted Sutherland jako Simon Saunders[4], student střední školy, který se narodil do velice věřící a konzervativní rodiny, většinou získává v dramatickém kroužku hlavní role, ale nyní je obsazený do role Hänschena
- Amy Forsyth jako Gwen Strickland, dcera trenéra Douga, členka dramatického kroužku, která má problémy kvůli otcovo aférce, většinou získává hlavní role, ale nyní je obsazena do role Ilse
- Casey Johnson jako Gordy[5], syn Loua, alkoholik
- Taylor Richardson jako Kaitlin Mazzuchelli, dcera Loua

### Vedlejší role
- Ellie Desautels jako Michael Halloween, transgender student, nový člen dramatického kroužku, obsazen do role Moritze
- Shannon Purser jako Annabelle Bowmn[7], členka dramatického kroužku
- Stephanie J. Block jako Patricia Saunders, Simonova matka
- Mark Tallman jako Detrell Thorne, Robbieho otec
- Diallo Riddle jako Andy Kranepool
- Sean Grandillo jako Jeremy Trevers, nový člen dramatického kroužku, obsazen do role Ernsta
- Alexis Molnar jako Lexi
- Tiffany Mann jako Cheryl
- Caroline Pluta jako Violet
- Jennfer Ferrin jako Denise Strickland
- Niloy Alam jako Sundeep

## Seznam dílů
| Č. v seriálu | Č. v řadě | Původní název                    | Režie               | Scénář                           | Premiéra v USA  |
| ------------ | --------- | -------------------------------- | ------------------- | -------------------------------- | --------------- |
| 1            | 1         | Pilot                            | Mike Cahill         | Jason Katims                     | 13. března 2018 |
| 2            | 2         | Most of all to Dream             | Rosemary Rodriguez  | Jason Katims                     | 20. března 2018 |
| 3            | 3         | What Flowers May Bloom           | Rosemary Rodriguez  | Kerry Ehrin                      | 27. března 2018 |
| 4            | 4         | Victory Party                    | Patrick Norris      | Russel Friend a Garrett Lerner   | 3. dubna 2018   |
| 5            | 5         | We've Got All Our Junk           | Patrick Norris      | Ian Deitchman a Kristin Robinson | 10. dubna 2018  |
| 6            | 6         | Bring Me Stanton                 | Allison Liddi-Brown | Denise Hahn                      | 17. dubna 2018  |
| 7            | 7         | This Will God Willing Get Better | Peter Sollett       | Jason Katims                     | 24. dubna 2018  |
| 8            | 8         | The Petition                     | Nestor Carbonell    | Jason Katims                     | 1. května 2018  |
| 9            | 9         | Totally Hosed                    | Chris Koch          | Jon Caren                        | 8. května 2018  |
| 10           | 10        | Opening Night                    | Michael Weaver      | Jason Katims                     | 15. května 2018 |